# Mort de Freddie Gray

La mort de Freddie Gray a eu lieu le 12 avril 2015 à Baltimore dans le Maryland.

## Historique et conséquences
Afro-Américain de 25 ans, Freddie Gray est arrêté par des policiers du service de police de Baltimore qui indiquent qu'il avait été en possession d'un couteau à ressort. Des passants filment l'arrestation, le montrant hurlant de douleur et visiblement blessé, maintenu à terre par la police. Il est ensuite trainé par le dessous des bras, ne pouvant marcher, et embarqué dans un fourgon cellulaire.
Il meurt une semaine plus tard des suites de ses blessures, dont des cervicales brisées et la trachée écrasée.
Cette affaire a déclenché les émeutes de Baltimore.
Le 1er mai 2015, le procureur du Maryland annonce qu'il s'agit d'un homicide.
À la suite de ces évènements, un rapport a conduit à questionner la pratique de la tolérance zéro imposée par la hiérarchie policière qui conduit à une logique du « eux contre nous », retournant la police contre les habitants qu'elle est censée protéger : cette logique a conduit à arrêter des personnes pour des faits mineurs comme le fait de trainer dans la rue. Elle a également conduit à des pratiques contraires à la Constitution.
L'artiste-vidéaste Sondra Perry explore dans Resident Evil la façon dont les médias ont traité de la question noire, lors des émeutes de 2015, après la mort de Freddie Gray à Baltimore.
Le titre «Bike Lane» issu de l'album «Sparkle hard» de Stephen Malkmus & The Jicks, rend hommage à Freddie Gray.
En 2018, la chanteuse Camélia Jordana rend hommage à  Freddie Gray dans une de ses chansons de son album LOST et dénonce les violences policières.
L'artiste Kevin Morby fait aussi référence à la mort de Freddie Gray dans sa chanson Beautiful Strangers, dans l'album Beautiful Strangers b/w No Place to Fall.
En 2019, le président Donald Trump relance les polémiques sur les responsabilités quant à la mort de Freddie Gray et des émeutes qui se sont ensuivies.
En 2022, la série We Own This City, inspirée du livre éponyme du journaliste Justin Fenton, évoque le climat régnant à Baltimore après cette affaire, en envisageant notamment les conséquences sur les comportements des policiers, dont certains auraient alors évité de procéder à des arrestations.